# Ossipeucedanina
L'ossipeucedanina è una sostanza organica naturale appartenente alla famiglia delle furanocumarine, presente in particolare nella buccia di agrumi quali il limone e il bergamotto.